# 庞公街道
庞公街道是中华人民共和国湖北省襄阳市襄城区下辖的一个街道办事处。
2013年，襄阳市人民政府批复同意调整庞公街道办事处管辖范围，驻地不变。将原昭明街道办事处管辖的苏家园、闸口、建锦、东门、四季青5个社区居委会划归庞公街道办事处管辖；将原属庞公街道办事处管辖的胜利街社区、落轿街社区（企业社区）划归真武山街道办事处管辖。调整后，庞公街道办事处共辖11个社区、5个村。分别为苏家园、闸口、建锦、东门、四季青，庞公祠、王家洼、十家庙、文昌门、南丽、观音阁社区和洪庙、涂家巷、河心、孙家巷、杨家河村。户籍人口44165人，版图面积17.29平方公里。

## 行政区划
庞公街道下辖以下村级行政区划单位：
闸口社区、苏家园社区、四季青社区、建锦社区、东门社区、南丽社区、文昌门社区、王家洼社区、庞公祠社区、十家庙社区、观音阁社区、洪庙村、涂家巷村、河心村、孙家巷村和杨家河村。